# Ernst Stromer
Karl Heinrich Ernst Freiherr Stromer von Reichenbach (Norimberga, 12 giugno 1870 – Erlangen, 18 dicembre 1952) è stato un paleontologo tedesco.

## Biografia
Ernst Stromer nacque in un ambiente aristocratico, in cui il termine "Freiherr" equivaleva all'inglese "baron" nelle zone di lingua tedesca, e suo padre fu sindaco della sua città natale. Gli antenati di Stromer ricoprirono anch'essi molte cariche importanti come, ad esempio, avvocati, architetti e scienziati.
Durante i propri studi, Stromer diventò membro dell'AVG di Monaco di Baviera e lavorò, nel 1897 a Leida, come curatore presso il dipartimento geologico-mineralogico del museo di storia naturale del Rijksmuseum; oggi l'erede di tale museo è il Naturalis.